# Franz Karl af Østrig
Ærkehertug Franz Karl af Østrig (17. december 1802 – 8. marts 1878) var en østrigsk ærkehertug, der var den næstældste overlevende søn af den tysk-romerske kejser Frans 2. og dennes hustru Maria Theresa af Napoli og Sicilien. Han var en yngre bror til kejser Ferdinand 1. af Østrig. To af hans sønner blev ligeledes kejsere og et oldebarn (Karl 1. af Østrig) blev den sidste kejser i Østrig.
Franz Karl var selv ikke synderligt ambitiøs, så da hans ældre bror, kejser Ferdinand 1. af Østrig, abdicerede i 1848, afgav han straks al krav på tronen til fordel for sin ældste søn, Franz Joseph.

## Ægteskab og børn
Den 4. november 1824 giftede han sig med prinsesse Sophie af Bayern, datter af kong Maximilian 1. Joseph af Bayern. Parret fik fem børn:
1. Franz Joseph 1. af Østrig-Ungarn (1830-1916) – gift 1854 med Elisabeth af Bayern.
2. Maximilian 1. af Mexico (1832-1867) – gift 1857 med Charlotte af Belgien.
3. Karl Ludvig af Østrig (1833-1896) – gift første gang 1856 med Margarete af Sachsen. Gift anden gang 1862 med Maria Annunziata af Begge Sicilier. Gift tredje gang 1873 med Maria Theresa af Portugal.
4. Maria Anna af Østrig (1835-1840)
5. Ludvig Viktor af Østrig (1842-1919) – døde ugift.